# Castelo de Lusinhão

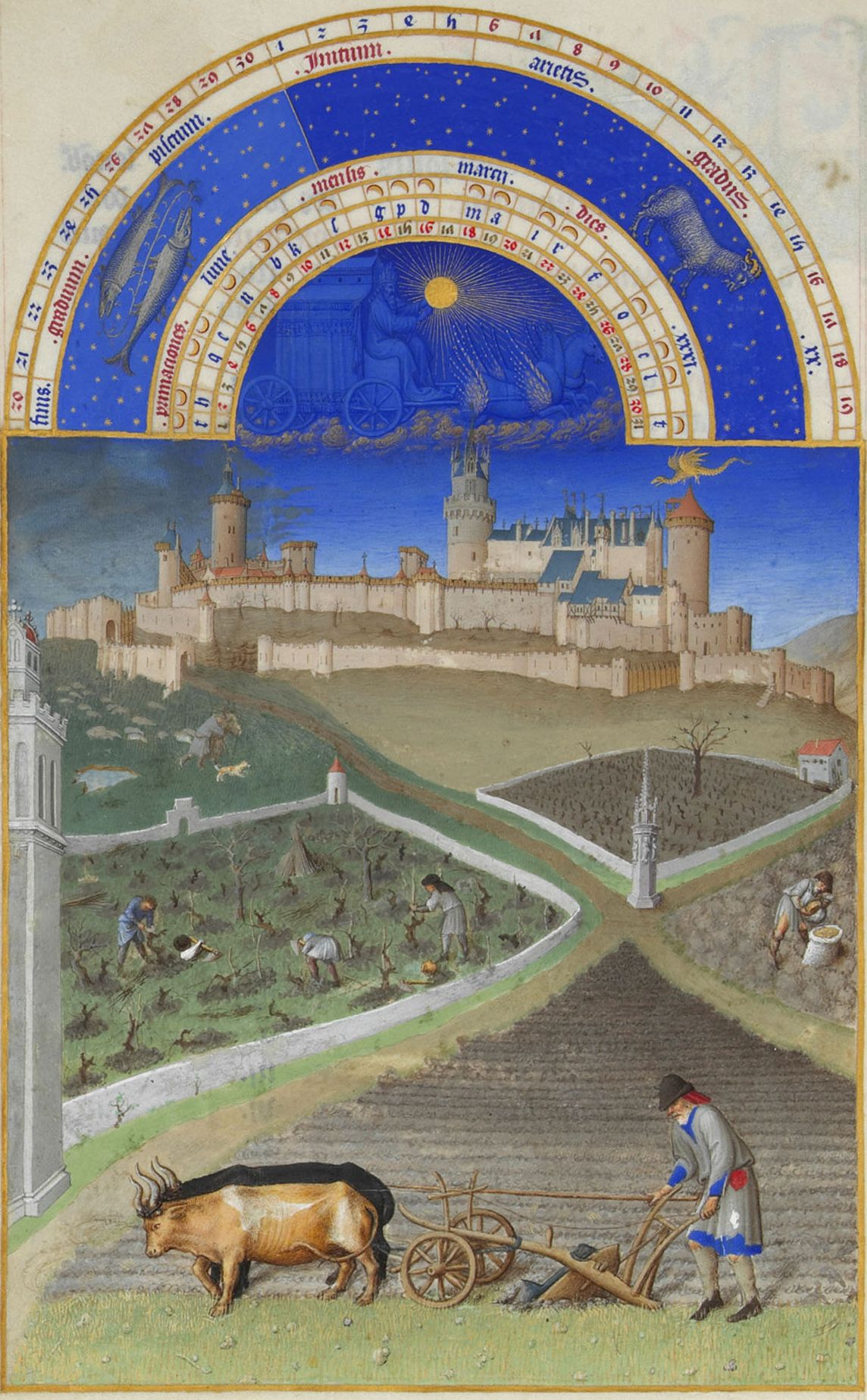
Les Très Riches Heures du duc de Berri, Março: o Castelo de Lusinhão

O Castelo de Lusinhão (Lusinhão, departamento de Vienne, França) foi a sede da Casa de Lusinhão, que se distinguiram na Primeira Cruzada, detendo as coroas de dois reinos: o Reino de Jerusalém e o Reino de Chipre, reclamando ainda o título de Rei da Arménia.
Lusinhão foi construída na região de Poitou, ocupando uma fortaleza natural de vales. Era tão impressionante no século XII que uma lenda conta que os seus fundadores tiveram a ajuda de uma fada da água (Melusina), que a construiu assim como à sua igreja, através das suas artes, como prenda para o seu marido Raimundo.
Lusinhão está representada, tal como era no início do século XV, no Très Riches Heures de Jean, duc de Berry, a qual seria a residência favorita até a sua morte em 1416.